# Waxhaws
Die Waxhaws sind ein geographischer Bereich an der Grenze zwischen den Bundesstaaten North Carolina und South Carolina in den Vereinigten Staaten.

## Geographie
Die Waxhaws-Region liegt in der Piedmont-Region von North und South Carolina südwestlich der Uwharrie Mountains. Die Region umfasst einen Bereich südlich von Charlotte, North Carolina nach Lancaster, South Carolina, und vom Catawba River im Westen nach Monroe, North Carolina im Osten. Es ist im Allgemeinen aufgeforstet und hügelig, aber nicht gebirgig. Eine Stadt in der Region hat den Namen angenommen, aber ist nur ein Teil der Region.

## Geschichte
Ursprünglich bekannt als „die Waxhaw-Siedlung“, wurde der Bereich nach seinen ersten Einwohnern, dem Waxhaw-Stamm, benannt. Der Stamm wurde fast von Krankheit und dem Yamasee-Krieg von 1715 vernichtet. Die Region blieb beinahe unbewohnt.
Etwa 1740 wurde das Gebiet von europäischen Einwanderern besiedelt, hauptsächlich waren es schottische Iren und deutsche Immigranten. Die alte presbyterianische Kirche wurde 1752 in Waxhaw gebaut.
Andrew Jackson, 7. Präsident der Vereinigten Staaten, wurde in den Waxhaws geboren und aufgezogen. Die genaue Stelle seiner Geburt ist unsicher; Jackson selbst behauptete, dass sie auf der South Carolina-Seite der Grenze liege, aber dort sagt eine starke lokale Tradition, dass er nördlich der Grenze geboren wurde.
Während des Amerikanischen Unabhängigkeitskrieges leisteten die Bewohner des Waxhaws' heftigen Widerstand gegen die britische Armee insbesondere unter dem Kommando des Col. William Davie. In das wichtigste Ereignis des Kriegs in dem Gebiet wurden jedoch keine Einwohner verstrickt. Dies war das Gefecht von Waxhaw, wobei eine Streitkraft von etwa 350 Virginiafestlandseuropäern unter Abraham Buford von einer von Banastre Tarleton geführten loyalen Streitkraft besiegt wurde. Der Kampf fand auf dem Gebiet des heutigen Buford, South Carolina statt.
Während des Amerikanischen Bürgerkrieges kam die Armee von Offizier William T. Sherman durch Teile der Region.
Die Belk-Kaufhauskette wurde im Jahr 1888 in Monroe gegründet.